# Шевченко (Прилукский район)
Шевченко (укр. Шевченка) — село в Прилукском районе Черниговской области Украины. Население — 64 человека. Занимает площадь 1,135 км².
Код КОАТУУ: 7424155904. Почтовый индекс: 17524. Телефонный код: +380 4637.

## Власть
Орган местного самоуправления — Малодевицкий поселковый совет. Почтовый адрес: 17523, Черниговская обл., Прилукский р-н, пгт Малая Девица, ул. Слободская, 3.